# Kácsi-patak
A Kácsi-patak az Egri-Bükkalján, Kács településtől északnyugatra, Borsod-Abaúj-Zemplén vármegyében, mintegy 230 méteres tengerszint feletti magasságban ered. 

## Jellemzői
Mezőnagymihálynál torkollik a Csincse övcsatornába 95 m tengerszint feletti magasságban. A patak a kácsi forráscsoportból ered, ahol összesen tizennégy darab forrás vizeit gyűjti magába. A források vize magasabb, mint az évi közepes léghőmérséklet, tehát úgy is vehetjük, hogy termálvizet szolgáltatnak. A kácsi forráscsoport vizei a hegylábaknál található karsztvíz megcsapolási szint legalsó rétegénél jönnek felszínre, tehát állandó vízbázissal, vízutánpótlással rendelkeznek. A források összes felszínre törő vízhozama 5000 l/perc. A hideg forrásokból származó vízmennyiséget a sályi forráscsoport vizeivel együtt összesen, mintegy 40 000 embernek adnak ivóvizet. A forráscsoport vizeit az Észak-Magyarországi Regionális Vízmű hasznosítja. A források vizének ilyetén felhasználási módja 1972 óta van így megszervezve. A patakban fekete bödöncsiga (Theodoxus prevostianus) él.
A patak vizének energiáit a múltban 12 darab vízimalom hasznosította, melyek közül némelyik gabonát őrölt, némelyik kendert tört, némelyik pedig fűrészelt. A modernebb időkben a patak egyes malmait az áramfejlesztésbe is bevonták.
Ezen malmok közül néhányról van tudomásunk: Tizedes-malom, Zsindeles-malom, Kecskekő-malom, Kis-malom, Gödör-malom, Égett-malom, Bodnár-malom. Ez utóbbit 1986-ban felújították, ám azóta ismét leromlott az állapota. A malomba a nekézsenyi-malom felszereléseit csoportosították át a felújításnál. Fából készült vízkereke elkorhadt, vízellátó csatornája nem működik. A patakról Balázs Béla F. verset is írt A kácsi patak címmel.

## Vízrajza

### Lefolyása
A patak Kácson keresztülfolyva déli, majd délkeleti irányban átfolyik Tibolddaróc községen, majd Bükkábrány és Mezőnyárád közt beleömlik a Sályi-patak, Mezőnyárád alatt a Száraz-tó-érrel gazdagodik vize, majd pedig Mezőkeresztesen átfolyva délkeleti irányba halad tovább, egészen Mezőnagymihályig, ahol beletorkollik a Csincse-patakba. A Kácsi-patak az Eger-patak vízgyűjtőterületéhez tartozik és az Eger–Laskó–Csincse-vízrendszer részét képezi. Mellékágai: Nyárádi-patak, Réti-patak (Száraztó-ér; 11 km; 22 km2), Sályi-patak (19 km; 57 km2; 0,1 m3/s), Gyilkos-ér.

### Vízrajzi adatai
A patak teljes hossza 26 km. Vízgyűjtő területe 170,2 km2 (más adatok szerint 161 km2). Közepes vízhozama Mezőkeresztesnél (vízgyűjtője idáig 142 km2) 0,25 m3/s, Mezőnagymihálynál a torkolatnál 0,3 m3/s (Sokévi átlag(1971-2000): 0,385 m3/s). Legkisebb vízhozama 0,1 m3/s, a legnagyobb vízhozama 33 m3/s.
A Kácsi-patak rendkívüli árvize 1999. júliusában kiemelkedően nagy volt (a mezőnyárádi vasúti hídnál 105 m3/s). Az árvízhozam előfordulási valószínűsége 0,5%, azaz az árhullám visszatérési ideje jóval nagyobb, mint 200 év (Hidrológiai közlöny, 1999).

## Állatvilága
A patak halfaunáját a következő halak alkotják: balin (Aspius aspius), bodorka (Rutilus rutilus), csuka (Esox lucius), domolykó (Leuciscus cephalus),  ezüstkárász (Carassius gibelio), fekete törpeharcsa (Ameiurus melas), folyami géb (Neogobius fluvatilis), halványfoltú küllő (Gobio albipinnatus), karikakeszeg (Abramis bjoerkna), kövi csík (Barbatula barbatula), küsz (Alburnus alburnus), razbóra (Pseudorasbora parva), sujtásos küsz* (Alburnoides bipunctatus), sügér (Perca fluviatilis), szivárványos ökle (Rhodeus amarus), tiszai küllő (Gobio carpathicus), vágó csík (Cobitis elongatoides), vágó durbincs (Gymnocephalus cernua), vörösszárnyú keszeg (Scardinius erythrophthalmus).

## Partmenti települések
- Kács
- Tibolddaróc
- Bükkábrány
- Mezőnyárád
- Mezőkeresztes
- Mezőnagymihály